# Mirnock
Der Mirnock ist ein 2110 m ü. A.  hohes, isoliertes Bergmassiv in Kärnten. Er ist Teil der Nockberge und liegt zwischen dem unteren Drautal im Südwesten, dem Millstätter See im Westen, dem Gegendtal im Nordosten sowie dem Krastal im Südosten. Im Norden grenzt die  Ortschaft Radenthein an, die ehemals selbstständige Gemeinde Mooswald lag vollständig auf der breiten West- bzw. Südwestflanke des Berges. Der Kamm des Bergmassivs trägt auch noch zwei kleinere Erhebungen, den Palnock (1901 m) und die Amberger Alpe (1831 m). Bemerkenswert ist die große Prominenz des Mirnocks mit einer Schartenhöhe von 1343 Metern.

## Schigebiet Verditz
Im Bereich der Amberger Alm befand sich das Schigebiet Verditz. Eine Sesselliftanlage mit drei Teilabschnitten führte vom Gegendtal (668 m) bis auf die Kammhöhe (1832 m). Ungefähr in der Mitte des ersten Sesselliftes konnte man zu einer Sommerrodelbahn aussteigen. 2012 wurde der Betrieb der Bergbahnen eingestellt.

## Trivia
Der Mirnockriese, eine in Stein gehauene Sagenfigur, ist das Wahrzeichen der Gemeinde Feld am See. Der Sage nach hatte der Riese eine schöne Fischerstochter aus dem Gegendtal entführt. Deren Vater überlistete den Entführer, indem er ihn betrunken machte, und befreite so seine Tochter. Erbost über diesen Verlust schüttelte der Riese den Gipfel des Mirnocks so lange, bis dieser zerbrach und ins Tal fiel. Die Gerölllawine teilte den dort befindlichen großen See in zwei kleinere, nämlich den Afritzer See und den Brennsee. Deswegen habe der an sich recht hohe Mirnock keinen ausgeprägten Gipfel mehr, sondern nur noch eine weite Kuppe.